# Felipe Manfroi
Felipe Alberton Manfroi (Garibaldi, 4 giugno 1986) è un giocatore di calcio a 5 brasiliano naturalizzato italiano.

## Caratteristiche tecniche
Proveniente dal calcio, dove ricopriva il ruolo di trequartista, nel calcio a 5 Manfroi interpreta efficacemente il ruolo di intermedio su entrambi i lati del campo, essendo ambidestro. Carente nella fase difensiva, è un giocatore spiccatamente offensivo, tecnicamente dotato e in possesso di un buon tiro.

## Carriera

### Club
Si avvicina alla disciplina giocando nell'AGEL Garibaldi finché nel 2007 venne opzionato dal Perugia Calcio a 5. L'insorgere di alcuni problemi burocratici legati all'acquisizione della cittadinanza italiana, ne impedirono tuttavia il tesseramento. Sette mesi più tardi è ingaggiato dal Polignano, con la cui maglia gioca un campionato in Serie A2 e uno in Serie B. Nella stagione 2010-11 si trasferisce al Real Molfetta con cui vive una stagione esaltante, mettendo a segno 44 reti in appena 24 partite, vincendo la classifica marcatori del girone F di Serie B. È durante questo periodo che viene definito dai tifosi "Uragano", soprannome che accompagnerà l'intera carriera italiana del giocatore. Confermato anche per la stagione seguente, nella finestra invernale di trasferimento viene ceduto all'ambiziosa L.C. Five Martina con cui vince immediatamente il campionato di Serie B e la Coppa Italia di categoria, mettendo a segno una doppietta nella finale. Manfroi diventa in breve tempo il terminale offensivo di riferimento, nonché uno dei trascinatori nella scalata che in tre stagioni proietta il Martina nella massima serie. Nella stagione di debutto in Serie A Manfroi viene impiegato principalmente come assist man per il pivot Paulinho, che si laurea capocannoniere del campionato. A salvezza acquisita, entrambi i giocatori sono tesserati dalla Lazio per la stagione 2014-15. Con i biancocelesti raggiunge la semifinale di Coppa Italia, mentre in campionato la squadra si piazza al settimo posto, fermandosi ai quarti di finale dei play-off scudetto. La stagione si trasferisce ai belgi dell'Halle-Gooik con cui vince il campionato e la coppa nazionale.

### Nazionale
Ottenuta la cittadinanza italiana in virtù delle origini venete di entrambi i genitori, esordisce con la Nazionale di calcio a 5 dell'Italia il 1 novembre 2016 nell'incontro amichevole contro la Romania vinto dagli azzurri per 3-1. Il giorno seguente, nel secondo match giocato contro i romeni, realizza la sua prima rete in Nazionale.

## Palmarès
- Campionato belga: 1
Halle-Gooik 2015-16
- Campionato di Serie A2: 1
LC Five Martina: 2012-13
- Campionato di Serie B: 1
LC Five Martina: 2011-12
- Coppa Italia di Serie B: 2
LC Five Martina: 2011-12
Real San Giuseppe: 2018-19